# 원질귀비
원질귀비 김씨(元質貴妃 金氏, 생몰년 미상)는 고려의 제8대 왕 현종의 제9비이다. 왕가도의 딸로, 어머니의 성씨인 김씨(金氏)를 사용하였다.

## 생애
청주 출신으로, 훗날 중서령에 추서된 왕가도의 딸이다. 왕가도는 원래 청주 이씨로, 본명은 이자림(李子林)이었다. 그러나 반란을 진압하고 거란의 침입으로 소실된 개경의 나성을 축조하는 등의 업적을 쌓아 현종에게 왕씨 성을 하사받고 이름을 가도로 고쳤다. 한편 원질귀비는 덕종의 제2비 경목현비와 자매간이다.
《고려사》〈열전〉에는 그녀에 대해 출신지와 아버지 외에는 기록이 없다. 따라서 그녀의 자세한 생애에 대해서는 알 수 없으며, 생몰년이나 능지에 대해서도 알 수 없다. 시호는 원질귀비(元質貴妃)이다. 남편 현종과의 사이에서 자녀는 없었다.

## 가족 관계
- 아버지 : 왕가도(王可道, ? ~ 1034)
- 어머니 : 개성군부인 김씨(開城郡夫人 金氏)
  - 여동생 : 덕종 제2비 경목현비(敬穆賢妃, 생몰년 미상)
  - 여동생 : 상당현군(上黨縣君) : 이자연의 장남 이정의 부인
- 시아버지 : 추존왕 안종(安宗, ? ~ 996)
- 시어머니 : 헌정왕후(獻貞王后, 959년?~992년 993년)
  - 남편 : 제8대 현종(顯宗, 992 ~ 1031 재위: 1009 ~ 1031)